# Antonio Iranzo
Antonio Iranzo (né à Valence le 4 mai 1930 et mort dans la même ville le 7 juillet 2003) est un acteur espagnol.

## Filmographie

### Cinéma
- 1964 : El mujeriego : Matías
- 1964 : La boda era a las doce : Manolo
- 1965 : Adiós gringo : Ranchester Cowboy
- 1965 : Guns of Nevada : Mulligan
- 1965 : Jessy Does Not Forgive... He Kills! : Charlie
- 1965 : Kingdom of the Silver Lion : Durek (non crédité)
- 1965 : La chica del autostop : Manolo
- 1965 : María Rosa
- 1965 : Totò d'Arabia : Ivan
- 1965 : Wild Kurdistan : Durek (non crédité)
- 1966 : La busca
- 1966 : Les Tueurs de l'Ouest : Antonio
- 1966 : Sept Écossais du Texas : Bandido
- 1967 : Aquí mando yo : Hombre de la escopeta
- 1967 : Gentleman Killer : Bruce, 'Muchachito'
- 1967 : Haine pour haine
- 1967 : La piel quemada : José
- 1968 : Sexperiencias : Amigo (Voix)
- 1970 : Las Secretas intenciones : Camionero
- 1971 : La folie des grandeurs
- 1972 : Cut-Throats Nine : Ray Brewster, 'The Torch'
- 1973 : Al diablo, con amor
- 1973 : Flor de santidad : Soldado veterano
- 1973 : La leyenda del alcalde de Zalamea : Sargento
- 1975 : Cacique Bandeira : Ulpiano
- 1975 : La regenta : Párroco de Contracalles
- 1975 : Los pájaros de Baden-Baden : Vicente
- 1976 : Les Révoltés de l'an 2000 : Father of Crying Girl
- 1977 : Del amor y de la muerte : Alfonso
- 1977 : El fin de la inocencia
- 1977 : Los placeres ocultos : Padre de Carmen
- 1978 : El hombre que supo amar : Criado de Antón
- 1978 : Inquisition : Rénover
- 1978 : Los días del pasado : Pepe
- 1979 : El buscón : El Padre
- 1980 : Los cántabros : Sonanso
- 1984 : Memorias del general Escobar : Buenaventura Durruti
- 1984 : Mon ami Washington
- 1985 : Réquiem por un campesino español : Padre de Paco
- 1987 : La estanquera de Vallecas : Don Julián
- 1988 : El Lute II: Tomorrow I'll Be Free : Padre de Frasquita
- 1991 : Escrit als estels
- 1993 : Tocando fondo : Remigio
- 1996 : Libertarias : Miliciano

### Courts-métrages
- 1969 : La reverencia : (Voix)
- 1970 : Labelecialalacio : (Voix)
- 1976 : Araña y cierra España
- 1976 : Del contorno y sus formas
- 1979 : Tal vez mañana...

### Télévision

#### Séries télévisées
- 1963 : Enigma
- 1963-1971 : Sospecha
- 1964-1978 : Novela : Cuttle / Diego / Sixto
- 1966-1982 : Estudio 1 : Regling / Mancer / Caballero de negro / ...
- 1967 : Autores invitados
- 1967 : Telecomedia de humor
- 1968-1973 : Hora once
- 1970 : Páginas sueltas
- 1972 : Siete piezas cortas
- 1972-1981 : Ficciones : David
- 1973 : Los camioneros : Broto
- 1973 : Si yo fuera rico : Federico
- 1974 : Cuentos y leyendas : Ruy
- 1974 : Noche de teatro
- 1974 : Silencio, estrenamos : Agente
- 1975 : Original : El velador
- 1976-1977 : Teatro Club : Edeck / Actor III / Jacobo
- 1977 : Curro Jiménez : Moñudo
- 1978 : El teatro : Buby / Roque
- 1980-1981 : Teatro breve : Botijo
- 1981 : Teatro estudio
- 1983 : Las pícaras
- 1983 : Los desastres de la guerra
- 1984 : Cosas de dos : Bombero
- 1984 : Proceso a Mariana Pineda : Matías
- 1985-1986 : A media tarde
- 1987-1988 : Lorca, muerte de un poeta : Joaquín Arcollas
- 1989 : Primera función
- 1990 : Los jinetes del alba : El santero
- 1994 : Los ladrones van a la oficina
- 1994 : ¡Ay, Señor, Señor! : Entrenador